# Lekkoatletyka na Letnich Igrzyskach Olimpijskich 2012 – pchnięcie kulą mężczyzn
Pchnięcie kulą mężczyzn – jedna z konkurencji lekkoatletycznych rozgrywanych podczas igrzysk olimpijskich w Londynie.
Obrońcą tytułu mistrzowskiego z 2008 roku był Polak Tomasz Majewski. Ustalone przez International Association of Athletics Federations minima kwalifikacyjne do igrzysk wynosiły 20,50 (minimum A) oraz 20,00 (minimum B). T. Majewski jest pierwszym obrońcą tytułu mistrzowskiego od 1956 – gdy obrońcą był Parry O’Brien. Poza nimi tylko Ralph Rose w 1908 obronił. Dlatego Tomasz Majewski jest pierwszym nie-Amerykaninem, ze skutecznie obronionym tytułem mistrzowskim.
Eliminacje i finał igrzysk zaplanowano na pierwszy dzień zawodów lekkoatletycznych, czyli 3 sierpnia.

## Terminarz
Czas w Londynie (UTC+01:00)
| Data                    | Godzina     | Zawody             |
| ----------------------- | ----------- | ------------------ |
| Piątek, 3 sierpnia 2012 | 10:00 20:30 | Kwalifikacje Finał |

## Rekordy
Tabela prezentuje rekord świata, rekordy poszczególnych kontynentów, igrzysk olimpijskich, a także najlepszy rezultat na świecie w sezonie 2012 przed rozpoczęciem igrzysk.
|                                                | Zawodnik                     | Wynik | Miejsce     | Data                  |
| ---------------------------------------------- | ---------------------------- | ----- | ----------- | --------------------- |
| Rekord świata                                  | Randy Barnes                 | 23,12 | Los Angeles | 20 maja 1990(dts)     |
| Listy światowe                                 | Christian Cantwell           | 22,31 | Champaign   | 7 lipca 2012(dts)     |
| Rekord olimpijski                              | Ulf Timmermann               | 22,47 | Seul        | 23 września 1988(dts) |
| Rekord Afryki                                  | Janus Robberts               | 21,97 | Eugene      | 2 czerwca 2001(dts)   |
| Rekord Azji                                    | Sultan Abdulmajeed Al-Hebshi | 21,13 | Doha        | 8 maja 2009(dts)      |
| Rekord Ameryki Północnej, Środkowej i Karaibów | Randy Barnes                 | 23,12 | Los Angeles | 20 maja 1990(dts)     |
| Rekord Ameryki Południowej                     | Marco Antonio Verni          | 21,14 | Santiago    | 29 lipca 2004(dts)    |
| Rekord Europy                                  | Ulf Timmermann               | 23,06 | Chania      | 22 maja 1988(dts)     |
| Rekord Australii i Oceanii                     | Scott Martin                 | 21,26 | Melbourne   | 21 lutego 2008(dts)   |

## Rezultaty

### Eliminacje
Zawodnicy rywalizowali w dwóch grupach: A i B. Aby awansować do finału należało pchnąć co najmniej 20,65 (Q).
| Poz. | Grupa | Zawodnik                  | Reprezentacja        | #1    | #2    | #3    | Rezultat | Uwagi |
| ---- | ----- | ------------------------- | -------------------- | ----- | ----- | ----- | -------- | ----- |
| 1    | B     | Reese Hoffa               | Stany Zjednoczone    | 21,36 |       |       | 21,36    | Q     |
| 2    | A     | David Storl               | Niemcy               | 21,13 |       |       | 21,13    | Q     |
| 3    | A     | Tomasz Majewski           | Polska               | 21,03 |       |       | 21,03    | Q     |
| 4    | B     | Ryan Whiting              | Stany Zjednoczone    | 20,29 | 20,25 | 20,78 | 20,78    | Q     |
| 5    | A     | Germán Lauro              | Argentyna            | 20,10 | x     | 20,75 | 20,75    | Q NR  |
| 6    | A     | Pawieł Łyżyn              | Białoruś             | 19,85 | 20,10 | 20,57 | 20,57    | q     |
| 7    | B     | Dylan Armstrong           | Kanada               | 19,99 | x     | 20,49 | 20,49    | q     |
| 8    | B     | Asmir Kolašinac           | Serbia               | 20,44 | -     | -     | 20,44    | q     |
| 9    | A     | Christian Cantwell        | Stany Zjednoczone    | 20,41 | 20,30 | 19,88 | 20,41    | q     |
| 10   | B     | Maksim Sidorow            | Rosja                | x     | 19,59 | 20,40 | 20,40    | q     |
| 11   | A     | Dorian Scott              | Jamajka              | 20,18 | 20,30 | 20,31 | 20,31    | q     |
| 12   | B     | Chang Ming-huang          | Chińskie Tajpej      | 19,14 | x     | 20,25 | 20,25    | q SB  |
| 13   | A     | Sosłan Cyrichow           | Rosja                | 19,25 | 19,78 | 20,17 | 20,17    |       |
| 14   | A     | Rutger Smith              | Holandia             | 20,08 | x     | 19,55 | 20,08    |       |
| 15   | A     | Marco Fortes              | Portugalia           | 19,59 | 20,06 | 19,50 | 20,06    |       |
| 16   | B     | Ralf Bartels              | Niemcy               | x     | 20,00 | 19,89 | 20,00    |       |
| 17   | B     | Andrej Michniewicz        | Białoruś             | 19,81 | 19,55 | 19,89 | 19,89    |       |
| 18   | B     | Nedžad Mulabegović        | Chorwacja            | 19,18 | 19,86 | 19,72 | 19,86    |       |
| 19   | B     | Om Prakash Singh          | Indie                | 19,40 | 19,86 | x     | 19,86    |       |
| 20   | B     | Hüseyin Atıcı             | Turcja               | 19,47 | 19,49 | 19,74 | 19,74    |       |
| 21   | A     | Lajos Kürthy              | Węgry                | 19,65 | x     | x     | 19,65    |       |
| 22   | A     | Georgi Iwanow             | Bułgaria             | 19,42 | 19,40 | 19,63 | 19,63    |       |
| 23   | B     | Antonín Žalský            | Czechy               | x     | 19,62 | 19,49 | 19,62    |       |
| 24   | A     | Kemal Mešić               | Bośnia i Hercegowina | 19,49 | x     | 19,60 | 19,60    |       |
| 25   | A     | Michail Stamatojanis      | Grecja               | 18,67 | x     | 19,24 | 19,24    |       |
| 26   | A     | Dale Stevenson            | Australia            | 18,38 | 19,17 | 19,01 | 19,17    |       |
| 27   | A     | Māris Urtāns              | Łotwa                | 18,92 | 19,13 | x     | 19,13    |       |
| 28   | B     | Kim Christensen           | Dania                | 18,40 | x     | 19,13 | 19,13    |       |
| 29   | B     | Carl Myerscough           | Wielka Brytania      | 18,75 | 18,95 | x     | 18,95    |       |
| 30   | B     | Raigo Toompuu             | Estonia              | 18,87 | 18,91 | x     | 18,91    |       |
| 31   | A     | Borja Vivas               | Hiszpania            | 18,46 | x     | 18,88 | 18,88    |       |
| 32   | A     | Stephen Sáenz             | Meksyk               | x     | 18,65 | x     | 18,65    |       |
| 33   | B     | Amin Nikfar               | Iran                 | 18,62 | x     | x     | 18,62    |       |
| 34   | B     | Carlos Véliz              | Kuba                 | 18,26 | x     | 18,57 | 18,57    |       |
| 35   | B     | Emanuele Famautu          | Samoa                | 17,78 | x     | x     | 17,78    |       |
| 36   | A     | Ódinn Björn Thorsteinsson | Islandia             | x     | 17,04 | 17,62 | 17,62    |       |
| 37   | A     | Adriatik Hoxha            | Albania              | 17,58 | x     | 17,13 | 17,58    |       |
|      | A     | Justin Rodhe              | Kanada               | x     | x     | x     | NM       |       |
|      | B     | Andrij Semenow            | Ukraina              | x     | x     | x     | NM       |       |
|      | B     | Zhang Jun                 | Chiny                | x     | x     | x     | NM       |       |

### Finał
| Poz. | Zawodnik           | Reprezentacja     | 1     | 2     | 3     | 4     | 5     | 6     | Rezultat | uwagi  |
| ---- | ------------------ | ----------------- | ----- | ----- | ----- | ----- | ----- | ----- | -------- | ------ |
|      | Tomasz Majewski    | Polska            | 21.19 | 21.72 | 21.87 | x     | 21.72 | 21.89 | 21.89    | SB     |
|      | David Storl        | Niemcy            | 21.84 | 21.86 | 21.41 | x     | x     | x     | 21.86    | AUR PB |
|      | Reese Hoffa        | Stany Zjednoczone | 20.98 | 20.95 | 21.23 | 21.11 | 19.53 | x     | 21.23    |        |
| 4    | Christian Cantwell | Stany Zjednoczone | 20.21 | 20.95 | x     | x     | 20.65 | 21.19 | 21.19    |        |
| 5    | Dylan Armstrong    | Kanada            | 20.16 | 20.93 | 20.74 | x     | x     | 20.34 | 20.93    |        |
| 6    | Germán Lauro       | Argentyna         | 19.40 | 20.82 | 20.84 | 20.34 | 20.65 | x     | 20.84    | NR     |
| 7    | Asmir Kolašinac    | Serbia            | 20.18 | 20.71 | x     | 20.54 | 20.46 | x     | 20.71    |        |
| 8    | Pawieł Łyżyn       | Białoruś          | 20.69 | x     | x     | 19.93 | 20.04 | x     | 20.69    | SB     |
| 9    | Ryan Whiting       | Stany Zjednoczone | 20.21 | 20.21 | 20.64 |       |       |       | 20.64    |        |
| 10   | Dorian Scott       | Jamajka           | 19.51 | 20.61 | x     |       |       |       | 20.61    |        |
| 11   | Maksim Sidorow     | Rosja             | x     | 20.41 | x     |       |       |       | 20.41    |        |
| 12   | Chang Ming-huang   | Chińskie Tajpej   | 19.99 | x     | 19.64 |       |       |       | 19.99    |        |